# Socimi 8833
Le SOCIMI 8833 / IVECO 2481 est un modèle de trolleybus fabriqué par le constructeur italien SOCIMI SpA en 1985 et 1986 sur commande de la ville de Modène en Italie. Le modèle est construit sur la base de l'autobus Fiat-Iveco 471 U-EffeUno.

## Histoire
Au début des années 1980, la production de trolleybus reprend timidement en Italie, après plusieurs décennies d'arrêt. La population citadine, nouveaux écologistes, ayant soudainement redécouvert les avantages de ces moyens de transport silencieux et pas polluants.
Après la délibération du conseil municipal de Modène du 21 décembre 1984, l'ATCM - la régie municipale des transports en commun de Modène, est autorisée à lancer un appel d'offres pour la fourniture de 14 nouveaux trolleybus urbains, selon le cahier des charges de la compagnie. C'est le constructeur italien SOCIMI SpA de Milan qui a été désigné avec une proposition reposant sur la base de l'Iveco 471 avec un équipement électrique Marelli, le modèle spécialement conçu pour la ville de Modèle qui dispose d'un réseau filaire sous 600V. La livraison des 14 exemplaires devant être soldée au plus tard en fin d'année 1986.
Les deux premiers exemplaires ont été livrés en fin d'année 1985 et les douze suivants, échelonnés sur le premier semestre 1986. Leur mise en service progressive sur les 3 lignes de trolleybus de la ville a débuté dès le début d'année 1986.
Les trolleybus Socimi F8833 sont construits sur la base de l'autobus urbain très répandu en Italie, l'Iveco 471 U-EffeUno, d'une longueur standard de 12,0 mètres. Lors de leur livraison, ils arboraient la livrée orange ministériel de tous les autobus urbains italiens.

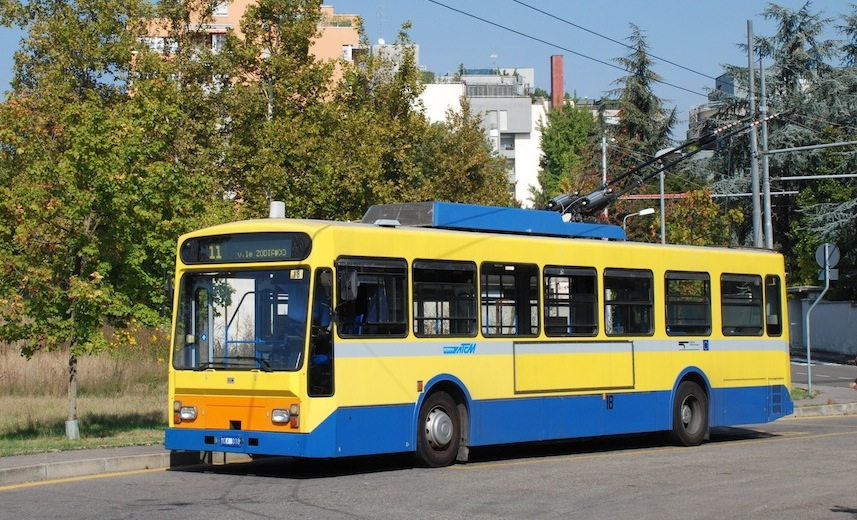
Trolleybus SOCIMI 8833 dans la livrée SETA Modène

Dès la phase initiale, le constructeur avait essayé de convaincre l'ATCM Modèle de passer son réseau de 600 à 750V afin d'optimiser la motorisation des trolleybus qui auraient une puissance motrice plus élevée. Cette décision ne sera prise qu'en 1998, ce qui pénalisa assez fortement le service avec une interruption de plusieurs mois sur chaque ligne.
Avec le démarrage des travaux pour le passage à 750V, à partir du mois de juin 1998, l'ATCM décide de procéder à un revamping des véhicules avec l'adoption de la nouvelle livrée jaune-bleu.
La conversion de la tension du réseau de 600 à 750V a été confiée à la société "Albiero & Bocca" de Casorate Primo Province de Pavie. Il a fallu remplacer l'appareillage de traction et les moteurs par des nouveaux moteurs asynchrone triphasé refroidis par eau ainsi qu'un nouveau système de démarrage électronique. La puissance maximale, volontairement bridée, est passée de 140 à 150 kW. 
Les trolleybus étaient équipés d'origine d'un groupe de batteries pour assurer une marche autonome limitée. Les anciennes batteries ont été remplacées par de nouvelles plus capacitaires qui permettent une marche autonome nettement plus importante.

## État du parc
Cinq unités ont été radiées en mars 2017, les neuf autres étaient toujours en service au 1er janvier 2020. Elles seront radiées lorsque les douze exemplaires Solaris Trollino 12 Full Electric seront effectivement en service, en fin d'année 2020.